# Швыдка, Фёкла Александровна
Фекла Александровна Швыдка (14 октября 1906, село Кривошеинцы, теперь Сквирского района Киевской области — 1993, село Кривошеинцы Сквирского района Киевской области) — советский государственный деятель, новатор сельскохозяйственного производства, звеньевая колхоза имени Куйбышева села Кривошеинцы Сквирского района Киевской области. Герой Социалистического Труда (14.08.1952). Депутат Верховного Совета УССР 3-7-го созывов.

## Биография
С 1929 года работала колхозницей колхоза «Пахарь» (потом — имени Куйбышева) села Кривошеинцы Сквирского района Киевской области.
В 1935—1941 г. — звеньевая колхоза имени Куйбышева села Кривошеинцы Сквирского района Киевской области. Во время Великой Отечественной войны работала в сельском хозяйстве.
В 1944—1979 г. — звеньевая колхоза имени Куйбышева села Кривошеинцы Сквирского района Киевской области.
В 1951 году её звено получило урожай семян кок-сагыза 156 килограммов с гектара на площади 2 гектара. Указом Президиума Верховного Совета СССР от 14 августа 1952 года за получение высокого урожая семян кок-сагыза в 1951 году при выполнении колхозом плана контрактации корней и семян кок-сагыза звеньевая Швыдка Фекла Александровна удостоена звания Героя Социалистического Труда с вручением ордена Ленина и золотой медали «Серп и Молот».
Член КПСС с 1955 года.
С 1979 года — на пенсии в селе Кривошеинцы Сквирского района Киевской области.

## Награды
- Герой Социалистического Труда (14.08.1952)
- четыре ордена Ленина (14.08.1952, 26.02.1958, 3.12.1965,)
- орден Октябрьской Революции (8.04.1971)
- ордена
- медали